# Аденозинтрифосфат

3D-молекула аденозинтрифосфорной кислоты (GIF)

Аденозинтрифосфа́т (ион), Аденозинтрифосфорная кислота, АТФ (англ. АТР) — нуклеозидтрифосфат, играющий основную роль в обмене энергии в клетках живых организмов. Это универсальный источник энергии для всех биохимических процессов, протекающих в живых системах.
Хотя в биохимических процессах используются и другие фосфорилированные нуклеотиды с запасом энергии в молекуле, только АТФ является универсальной молекулой для всех процессов накопления и использования энергии в клетках.

## История исследований
Аденозинтрифосфорная кислота была выделена в 1929 году группой учёных Карлом Ломаном, Сайрусом Фиске и Йеллапрагадой Суббарао.
В 1941 году Фриц Липман показал, что АТФ является основным переносчиком энергии в клетке.
В 2018–2022 годах группа биохимиков под руководством британского учёного Ника Лейна (англ. Nick Lane) выяснила, что синтез АТФ из аденозиндифосфата (АДФ) и ацетилфосфата возможен в предбиологических условиях, в которых синтезируется и сам ацетилфосфат, причём это единственная «энергетическая» молекула биохимических процессов, синтез которой не требует ферментов.

## Структура
АТФ состоит из аденина, присоединенного 9-атомом азота к 1'-атому углерода сахара (рибозы), который, в свою очередь, присоединен к 5'-атому углерода сахара к трифосфатной группе. Во многих реакциях, связанных с метаболизмом, адениновые и сахарные группы остаются неизменными, но трифосфат превращается в ди- и монофосфат, давая соответственно производные АДФ и АМФ. Три фосфорильные группы помечены как альфа (α), бета (β) и, для концевого фосфата, гамма (γ).
В нейтральном растворе ионизированный АТФ существует в основном в виде ATP4−, с небольшой долей ATP3−.

## Связывание катионов металлов с АТФ
Будучи полианионной и содержащей потенциально хелатирующую полифосфатную группу, АТФ связывает катионы металлов с высоким сродством. Константа связывания для Mg2+ равна (9 554). Связывание двухвалентного катиона, почти всегда магния, сильно влияет на взаимодействие АТФ с различными белками. Из-за силы взаимодействия АТФ-Mg2+ АТФ существует в клетке в основном в виде комплекса с Mg2+, связанного с фосфатно-кислородными центрами.
Второй ион магния имеет решающее значение для связывания АТФ в домене киназы. Присутствие Mg2+ регулирует активность киназы.

## Химические свойства

Структура аденозинтрифосфорной кислоты

Систематическое наименование АТФ:
9-β-D-рибофуранозиладенин-5'-трифосфат, или
9-β-D-рибофуранозил-6-амино-пурин-5'-трифосфат.
Химически АТФ представляет собой трифосфорный эфир аденозина, который является производным аденина и рибозы.
Пуриновое азотистое основание — аденин — соединяется β-N-гликозидной связью с 1'-углеродом рибозы. К 5'-углероду рибозы последовательно присоединяются три молекулы фосфорной кислоты, обозначаемые соответственно буквами: α, β и γ.
АТФ относится к так называемым макроэргическим соединениям, то есть к химическим соединениям, содержащим связи, при гидролизе которых происходит освобождение значительного количества энергии. Гидролиз макроэргических связей молекулы АТФ, сопровождаемый отщеплением 1 или 2 остатков фосфорной кислоты, приводит к выделению, по различным данным, от 40 до 60 кДж/моль.
АТФ + H2O → АДФ + H3PO4 + энергия
АТФ + H2O → АМФ + H4P2O7 + энергия
Высвобождённая энергия используется в разнообразных процессах, протекающих с затратой энергии.

## Роль в организме
Главная роль АТФ в организме связана с обеспечением энергией многочисленных биохимических реакций. Являясь носителем двух высокоэнергетических связей, АТФ служит непосредственным источником энергии для множества энергозатратных биохимических и физиологических процессов. Всё это реакции синтеза сложных веществ в организме: осуществление активного переноса молекул через биологические мембраны, в том числе и для создания трансмембранного электрического потенциала; осуществления мышечного сокращения.
Помимо энергетической, АТФ выполняет в организме ещё ряд других не менее важных функций:
- Вместе с другими нуклеозидтрифосфатами АТФ является исходным продуктом при синтезе нуклеиновых кислот.
- Кроме того, АТФ отводится важное место в регуляции множества биохимических процессов. Являясь аллостерическим эффектором ряда ферментов, АТФ, присоединяясь к их регуляторным центрам, усиливает или подавляет их активность.
- АТФ является также непосредственным предшественником синтеза циклического аденозинмонофосфата — вторичного посредника передачи в клетку гормонального сигнала.
- Также известна роль АТФ в качестве медиатора в синапсах и сигнального вещества в других межклеточных взаимодействиях (пуринергическая передача сигнала).

## Пути синтеза

### В организме
В организме АТФ синтезируется путём фосфорилирования АДФ:
АДФ + H3PO4 + энергия → АТФ + H2O.
Фосфорилирование АДФ возможно тремя способами:
- субстратное фосфорилирование,
- окислительное фосфорилирование,
- фотофосфорилирование в процессе фотосинтеза у растений.

В первых двух способах используется энергия окисляющихся веществ. Основная масса АТФ образуется на мембранах митохондрий в ходе окислительного фосфорилирования H-зависимой АТФ-синтазой. Субстратное фосфорилирование АДФ не требует участия мембранных ферментов, оно происходит в цитоплазме в процессе гликолиза или путём переноса фосфатной группы с других макроэргических соединений.
Одно из таких соединений — ацетилфосфат. При синтезе АТФ из АДФ и ацетилфосфата фосфорильную группу из ацетилфосфата на АДФ переносит фермент ацетаткиназа.
Реакции фосфорилирования АДФ и последующего использования АТФ в качестве источника энергии образуют циклический процесс, составляющий суть энергетического обмена.
В организме АТФ является одним из самых часто обновляемых веществ; так, у человека продолжительность жизни одной молекулы АТФ менее 1 мин. В течение суток одна молекула АТФ проходит в среднем 2000—3000 циклов ресинтеза (человеческий организм синтезирует около 40 кг АТФ в день, но содержит в каждый конкретный момент примерно 250 г), то есть запаса АТФ в организме практически не создаётся, и для нормальной жизнедеятельности необходимо постоянно синтезировать новые молекулы АТФ.

### Вне организма
Вне организма синтез АТФ из ацетилфосфата через АДФ идёт в кислой среде в присутствии ионов трёхвалентного железа, которое в реакции работает катализатором, и такая реакция, маловероятно, происходила на древней Земле в предбиологическое время.
Каталитическое действие трёхвалентного железа в реакции ацетилфосфат + АДФ → АТФ состоит в том, что Fe3+ связывается с атомом азота N7 пуринового кольца АДФ, одновременно «подтягивая» к нему ацетилфосфат (уменьшает силу отталкивания между молекулами).